# Dolomedes karschi
Dolomedes karschi är en spindelart som beskrevs av Embrik Strand 1913. Dolomedes karschi ingår i släktet Dolomedes och familjen vårdnätsspindlar.
Artens utbredningsområde är Sri Lanka. Inga underarter finns listade i Catalogue of Life.